# Planck (sonda espacial)
A Planck foi uma sonda espacial operada pela Agência Espacial Europeia (ESA) de 2009 a 2013. O objetivo da missão Planck foi de estudar o nascimento do Universo, auxiliando os astrônomos a desenvolver teorias sobre o nascimento e sobre a evolução do Universo.
A sonda Planck examinou a radiação cósmica de fundo do universo, que é constituída de micro-ondas com um nível de precisão e de resolução angular nunca antes visto.
Trata-se da terceira missão de médio porte do programa denominado de ESA's Horizon 2000 Scientific e que hoje faz parte do programa Cosmic Vision. 
A sonda Planck forneceu informações relevantes de vários assuntos cosmológicos e astrofísicos, tais como testar teorias sobre a fase inicial do Universo e sobre a origem da estrutura cósmica.

## A missão

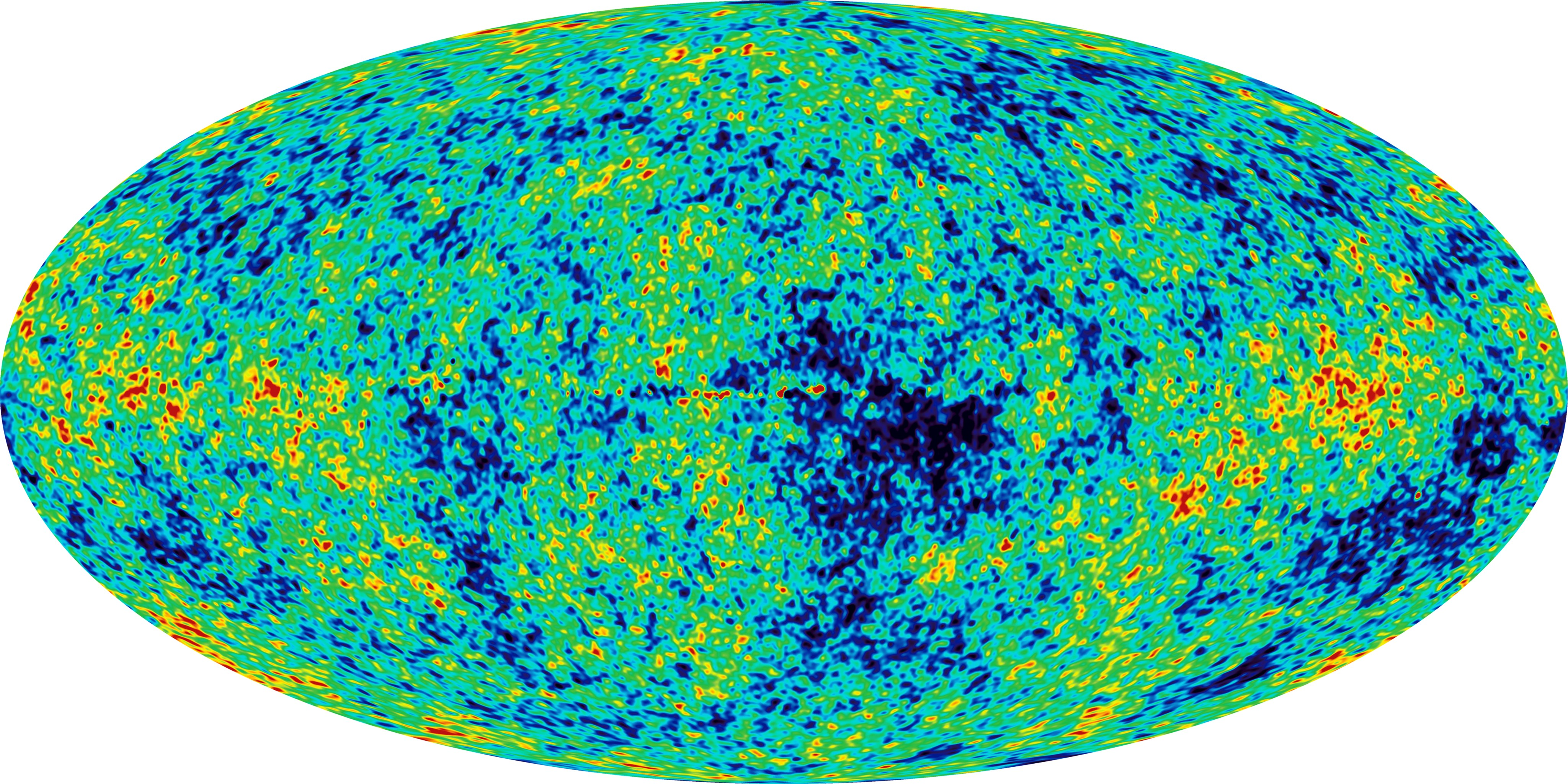
Mapa da radiação de fundo efetuado pela sonda Wilkinson Microwave Anisotropy

O Universo está cheio de uma radiação de microondas de fundo, e a sonda Planck deverá examinar este tipo de radiação com uma precisão nunca antes vista. Essa radiação de fundo não provém de um objeto em particular, mas sim de todo o Universo.
Por que as primeiras luzes do Universo estão na forma de micro-ondas? Quando elas surgiram o Universo era muito menor que hoje. Em conseqüência disso as primeiras luzes estavam muito comprimidas e a sua freqüência muito elevada. O Universo se expandiu desde o Big Bang e as ondas de luz se esticaram, diminuindo sua freqüência para a faixa de micro-ondas.

## Nome da missão
A missão Planck foi inicialmente denominada de COBRAS/SAMBA quando na sua fase de estudos. COBRAS significa Cosmic Background Radiation Anisotropy Satellite e SAMBA significa Satellite for Measurement of Background Anisotropies). Posteriormente os dois grupos de estudos foram unificados em uma única missão.
Quando esta missão foi selecionada e aprovada, ela foi renomeada em honra ao cientista alemão Max Planck (1858-1947), que recebeu o Prêmio Nobel de Física em 1918.

## Instrumentos
A sonda Planck transportou um telescópio de com um espelho de 1,5 metros de diâmetro. O telescópio foi usado para captar a radiação que vem do céu em duas faixas de frequências, uma alta e outra baixa, para dois instrumentos científicos distintos (Low Frequency Instrument e o High Frequency Instrument).
O Low Frequency Instrument (ou LFI) é um aparelho que consiste em 22 receptores que funcionam a –253 °C. Estes receptores trabalharam agrupados em quatro canais de frequências, visando a captar frequências entre 30 e 100 GHz. Os sinais eram amplificados e convertidos em uma tensão (diferença de potencial) e este dado era enviado a um computador.
O High Frequency Instrument (ou HFI) é um aparelho composto de 52 detectores, os quais trabalhavam convertendo radiação em calor. A quantidade de calor era medida por um pequeno termômetro elétrico, e a temperatura anotada era convertida em dado de computador. Ele deverá operar a –272,9 °C.

## Lançamento
A sonda Planck e a sonda Herschel foram lançadas com sucesso às 13h12 min de 14 de maio de 2009, a bordo de um foguete Ariane 5. Após o lançamento, a sonda Planck foi a primeira a se separar do conjunto de lançamento, para ser colocada em órbita heliocêntrica. A sonda Planck situou-se no segundo ponto de Lagrange (L2), cerca de 1,5 milhões de quilômetros, situado entre o sistema englobado pela Terra e pelo Sol.
Neste ponto o telescópio sofre interferências nem da Terra e nem da Lua.

## Parcerias
Mais de quarenta institutos de pesquisas da Europa e dos Estados Unidos se uniram nesta missão para construir os instrumentos da sonda.
O instrumento de medição de baixa freqüência foi construído com a participação de 22 institutos científicos, encabeçados pelo Instituto di Astrofisica Spaziale e Fisica Cosmica (CNR) em Bologna, na Itália.
O instrumento de alta freqüência foi construído por um consórcio de mais de 20 institutos de pesquisas, liderados pelo Institut d'Astrophysique Spatiale (CNRS) em Orsay, na França.
Os espelhos dos telescópios primário e secundário foram fabricados em fibra de carbono e foram montados por um consórcio dinamarquês, liderado pelo Danish Space Research Institute em Copenhagen, na Dinamarca.